# 彗星扇尾喉盤魚
彗星扇尾喉盤魚（學名：Flabellicauda cometes），為輻鰭魚綱喉盤魚目喉盤魚科的其中一種，分布於印度西太平洋塞席爾群島、查戈斯群島、澳洲昆士蘭和吉里巴斯海域，深度3至13公尺，本魚體延長，前部平扁，後部側扁，體不被鱗，覆有粘液層，腹鰭喉位，與周圍的皮褶特化成一吸盤，體栗色，背部有一條白色條紋，從吻尖延伸至背鰭起點，條紋前部較寬，向背鰭方向逐漸變窄，另有一條白色條紋從頜後部經眼頂延伸至身體後部，顏色向後部逐漸變淡，吻尖呈深紅色，下顎呈紅橙色，瞳孔呈黑色，體長可達1.7公分，棲息在礁石區，屬底棲性魚類，生活習性不明。